# Elu (woreda)
Pour les articles homonymes, voir Elu et Ilu.
Elu ou Ilu (en oromo : Iluu) est un woreda du centre de l'Éthiopie situé dans la zone Sud-Ouest Shewa de la région Oromia. Il a 61 985 habitants en 2007. Ses principales agglomérations sont Teji et Asigori.
Le woreda est entouré par Tole, Becho et Dawo  dans la zone Sud-Ouest Shewa ; par Dendi et Ejere dans la zone Ouest Shewa et par Sebeta Hawas dans la zone spéciale Oromia-Finfinnee.
Teji est à une cinquantaine de kilomètres d'Addis-Abeba sur la route en direction de Jimma,,.
Asigori, située 8 km plus loin sur la même route,, peut aussi s'appeler Debre Genet.
Le recensement national de 2007 fait état pour le woreda d'une population de 61 985 habitants dont 12 % de citadins qui sont les 4 096 habitants de Teji et les 3 389 habitants d'Asigori.
La majorité des habitants du woreda (81 %) sont orthodoxes, 16 % sont de religions traditionnelles africaines et 2 % sont protestants.
En 2022, sa population est estimée à 91 716 personnes avec une densité de population de 295 personnes par km2 et 310 km2 de superficie.